# USS Farragut (DDG-99)

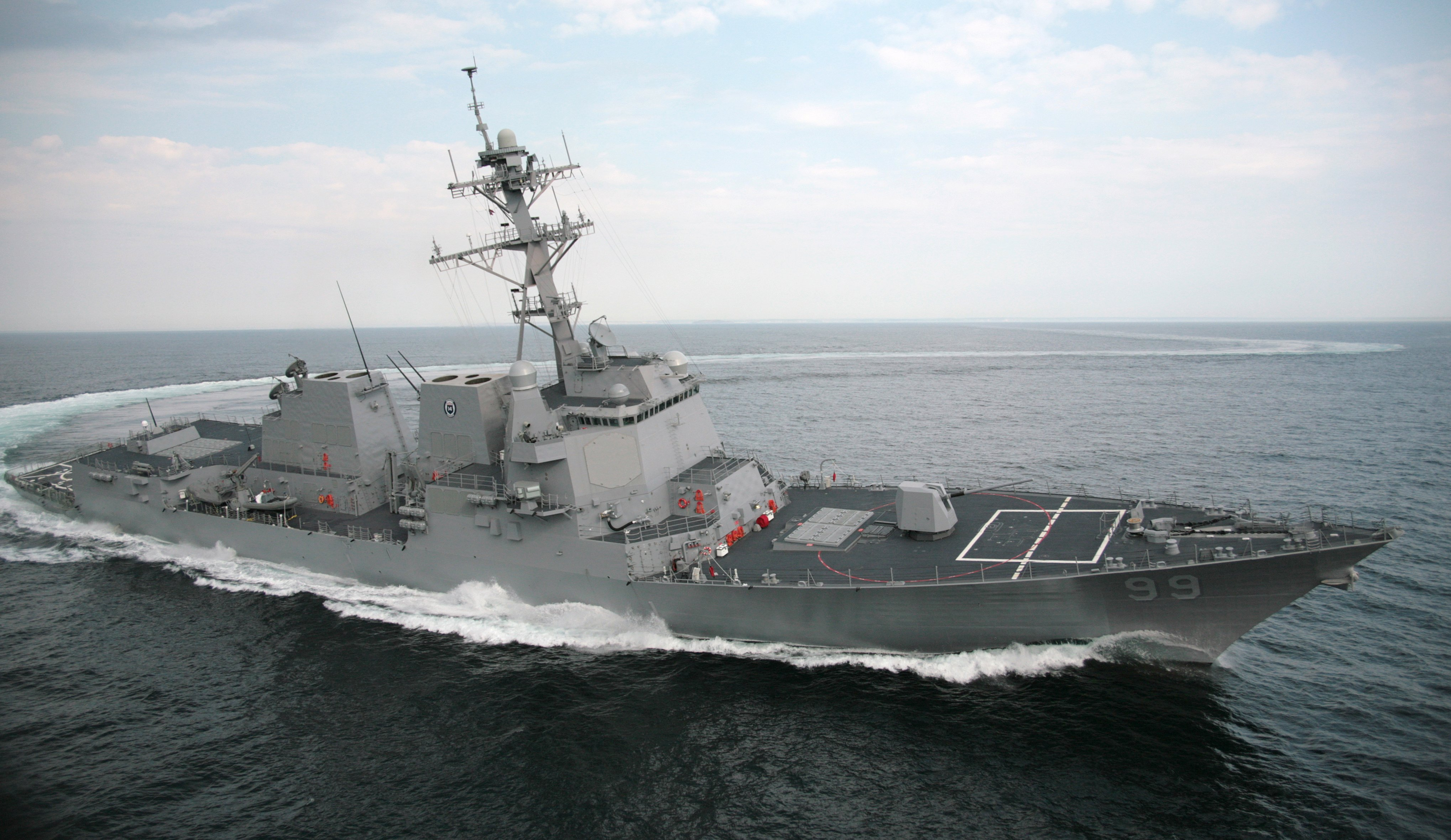
O Farragut manobrando em mar aberto.

O USS Farragut é um destroyer da classe Arleigh Burke pertencente a Marinha de Guerra dos Estados Unidos. Atualmente está ancorado na base naval de Station Mayport em Jacksonville, Flórida.